# チャック・リデル
チャック・リデル（Chuck Liddell、1969年12月17日 - ）は、アメリカ合衆国の男性元総合格闘家。カリフォルニア州サンタバーバラ出身。元UFC世界ライトヘビー級王者。UFC殿堂入り。

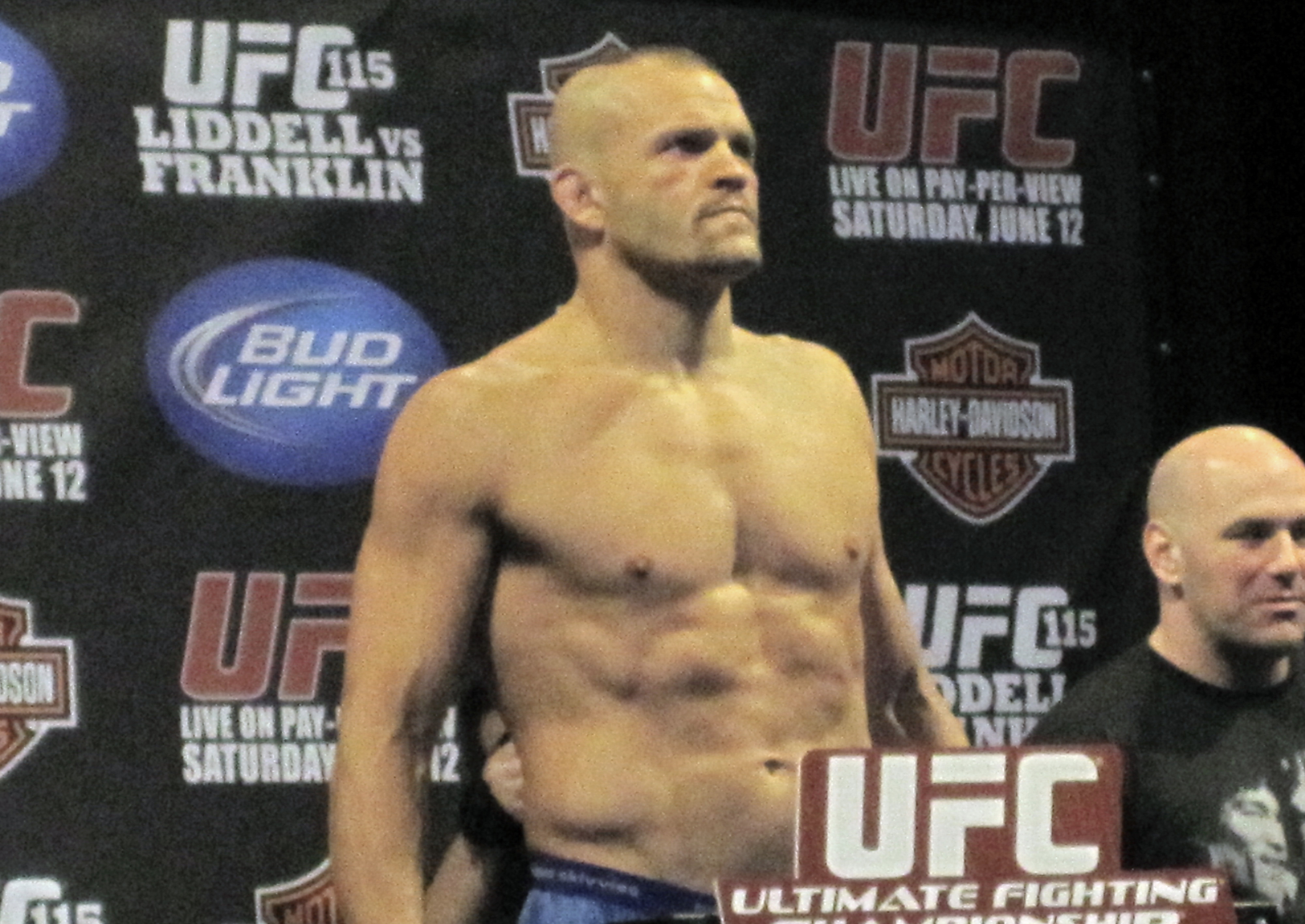
計量時のリデル（UFC 115）

絶大な人気を持ち、ランディ・クートゥア、ティト・オーティズと共にUFCをメジャーに押し上げた選手で、強烈かつ豪快な打撃を武器に、長きに渡ってUFCライトヘビー級のトップ戦線で活躍し、ライトヘビー級王座を4度防衛した。
トレードマークのモヒカンヘアーに口髭という特徴的な風貌を持ち、試合勝利後に見せる、胸を突き出したマッスルポーズが有名。

## 来歴
12歳から幸栄館空手を始め、高校時代はアメリカンフットボールで4年間スターティングメンバーとして活躍、レスリングでも活躍した。カリフォルニア・ポリテクニック州立大学サンルイスオビスポ校時代はNCAAディビジョン1でレスリングに取り組んだ。卒業後はキックボクサーとして活躍。20戦18勝16KOの実績を残し、USMTA北米ヘビー級王座とIKF全米ヘビー級王座を獲得した。
その後、ジョン・ルイスと共にトレーニングを始め、総合格闘技に転向した。

### 総合格闘技
1998年5月15日、総合格闘技デビュー戦となったUFC 17のミドル級（-91kg）トーナメントリザーブマッチでノエ・ヘルナンデスと対戦し、3-0の判定勝ち。
1998年8月23日、プロ2戦目でブラジルで開催されたIVC 6でジョセ・ランディ・ジョンズと対戦。下馬評を覆し番狂わせの判定勝ちを収めた。
1999年3月5日、UFC 19でジェレミー・ホーンと対戦し、肩固めで一本負け。
1999年12月18日、パンクラスで高橋義生と対戦予定であったが、来日直前にインフルエンザにかかり、欠場した。2000年1月23日、パンクラスで渋谷修身と対戦予定であったが、練習中に足首を捻挫したため、不戦敗と記録された。
2001年5月4日、UFC 31でケビン・ランデルマンと対戦し、スタンドパンチ連打で1RKO勝ち。3週間後の5月27日にはPRIDE.14でPRIDEに初参戦。ガイ・メッツァーと対戦し、2Rに右フックで失神KO勝ち。
2001年9月28日、UFC 33でムリーロ・ブスタマンチに3-0の判定勝ち。
2002年6月22日、UFC 37.5でビクトー・ベウフォートと対戦し、3-0の判定勝ち。
2002年11月22日、UFC 40でレナート・ババルと対戦し、左ハイキックでKO勝ち。
2003年6月6日、UFC 43のUFC世界ライトヘビー級暫定王座決定戦でランディ・クートゥアと対戦し、マウントパンチで3RTKO負けを喫し王座獲得に失敗した。
2003年8月10日、UFC代表として出場したPRIDE GRANDPRIX 2003 開幕戦のミドル級（93kg）グランプリ1回戦でアリスター・オーフレイムと対戦し、スタンドパンチ連打で1RKO勝ち。
2003年11月9日、PRIDE GRANDPRIX 2003 決勝戦のミドル級グランプリ準決勝でクイントン・"ランペイジ"・ジャクソンと対戦。激しい打撃戦を繰り広げるも、セコンドのタオル投入により2RTKO負け。
2004年4月2日、UFC 47でティト・オーティズと対戦し、スタンドパンチ連打で2RKO勝ち。

#### 2005年
2005年1月、リアリティ番組「The Ultimate Fighter 1」でランディ・クートゥアと共にコーチを務めた。

#### UFC世界王座獲得
2005年4月16日、UFC 52のUFC世界ライトヘビー級タイトルマッチで王者ランディ・クートゥアに挑戦し、激しい打ち合いの中、右ストレートをヒットさせて追撃のパウンドで1RKO勝ち。王座獲得に成功すると共に、リベンジを果たした。
2005年8月20日、UFC 54のUFC世界ライトヘビー級タイトルマッチで挑戦者ジェレミー・ホーンと再戦。テイクダウンディフェンスでホーンのグラップリングと寝技を抑え込み、パンチで圧倒すると、4Rにホーンが目の負傷を訴え試合を棄権したためTKO勝ち。王座の初防衛を成功すると共に、リベンジを果たした。

#### 2006年
2006年2月4日、UFC 57のUFC世界ライトヘビー級タイトルマッチで挑戦者ランディ・クートゥアと通算3度目の対戦を行い、カウンターの右フックで2RKO勝ち。2度目の王座防衛に成功し、クートゥアとの対戦戦績を2勝1敗とした。
2006年8月26日、UFC 62のUFC世界ライトヘビー級タイトルマッチで挑戦者レナート・ババルと再戦し、パウンドで1RTKO勝ちを収め、3度目の王座防衛に成功した。
2006年12月30日、UFC 66のUFC世界ライトヘビー級タイトルマッチで挑戦者ティト・オーティズと再戦し、テイクダウンディフェンスでオルティスのレスリングを封じ込めると、パウンドで3RTKO勝ちを収め、4度目の王座防衛に成功した。

#### 2007年
2007年5月9日、「ESPNマガジン」の表紙に起用され、ESPNマガジンの表紙を飾った初めてのUFC選手になる。
2007年5月26日、UFC 71のUFC世界ライトヘビー級タイトルマッチで挑戦者クイントン・"ランペイジ"・ジャクソンと約3年半ぶりに再戦し、1Rに右フックでダウンを奪われ追撃のパウンドでTKO負け。4度に渡って防衛した王座から陥落した。
2007年9月22日、UFC 76でキース・ジャーディンと対戦。1-2の判定負け。自身初の連敗を喫した。
2007年12月29日、UFC 79で元PRIDEミドル級王者のヴァンダレイ・シウバと対戦。打撃の攻防で優位に立って、3-0の判定勝ち。ファイト・オブ・ザ・ナイトを受賞した。

#### 2008年
2008年6月7日、UFC 85でマウリシオ・ショーグンとの対戦が予定されていたが、ショーグンの負傷欠場に伴い、対戦相手がラシャド・エヴァンスに変更された。その後、自身も練習中の右大腿屈筋損傷により同大会を欠場した。
2008年9月6日、UFC 88でラシャド・エヴァンスと対戦、2Rにカウンターの右フックで失神KO負け。

#### 2009年
2009年4月18日、UFC 97でマウリシオ・ショーグンと対戦し、左フックでダウンを奪われ追撃のパウンドで1RTKO負け。
2009年7月10日のUFC 100のファンエキスポにて、リデルのUFC殿堂入りが発表された。

#### 2010年

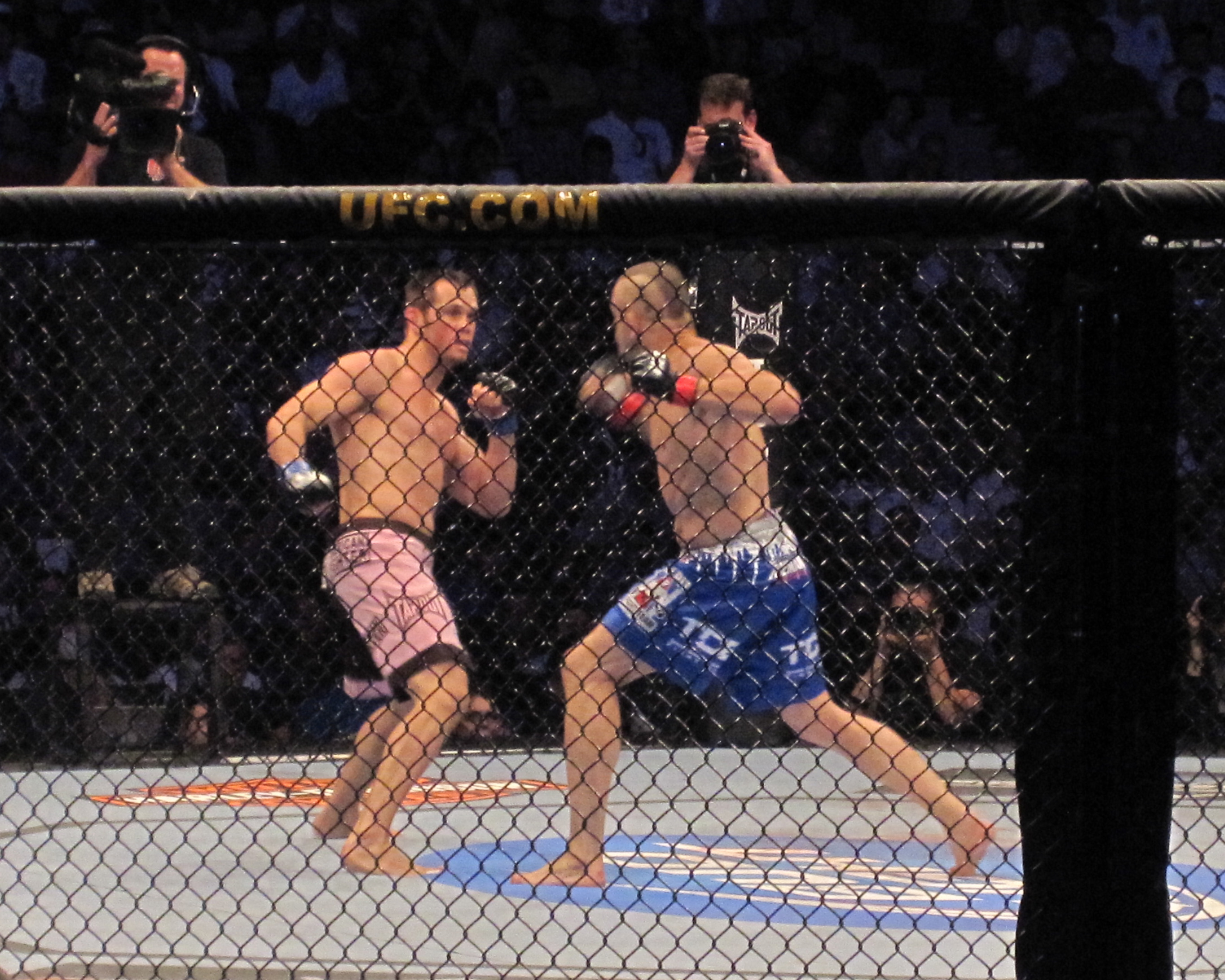
リッチ・フランクリンと対戦するリデル

2010年6月12日、UFC 115でリッチ・フランクリンと対戦。攻勢の中、カウンターの右フックで逆転の1RKO負け。これでUFC3連敗となった。

#### 引退
2010年12月29日、ラスベガスで行われたUFC 125の記者会見で引退を表明。引退後はUFCの事業開発部長に就任した。

#### 現役復帰
2018年11月24日、約8年ぶりの復帰戦となったオスカー・デ・ラ・ホーヤが代表を務めるゴールデンボーイ・プロモーションズ主催の大会で、因縁の相手ティト・オーティズと3度目の対戦を行い、右ストレートで1RKO負けを喫し、リベンジを許した。試合後、UFC代表のダナ・ホワイトは「リデルは50歳に近いし、もうこれ以上ファイティング・ビジネスをさせるべきではない」と語り、この試合をプロモートしたデ・ラ・ホーヤを痛烈に批判した。

## 人物・エピソード
- ニックネームの『ジ・アイスマン (The Iceman)』は、キックボクシング時代にトレーナーのジョン・ハックルマンが、試合前でも公園を散歩しているかのように、全く緊張せず冷静で落ち着いているリデルを見て、血管に氷でも入っているのではと思い付けたものに由来する。
- 2008年1月29日に自伝『アイスマン：マイ・ファイティング・ライフ（Iceman: My Fighting Life）』を出版し、ニューヨーク・タイムズのベストセラーリストに数週間載った。
- 既婚者であり、5人の子供がいる。
- 2010年、サンルイスオビスポに自身のギフトショップ『ジ・アルティメット・アイスマン (The Ultimate Iceman)』をオープンしたが、2011年、オンランインショップ進出を機に閉鎖した[10]。
- 2021年10月11日に家庭内暴力容疑で逮捕されるが、リデルは本当は自分が家庭内暴力の被害者だったが（警察の検分でもリデルの顔や体には引っかき傷や打撲の跡などが見られたが、妻には見られなかった）、妻はメンタルヘルスの問題を抱えており、妻が逮捕されそうになったので家族を守るため自ら申し出て身代わりになり逮捕されたと声明を出し、逮捕から3日後に約10年間連れ添った妻との離婚を申請した[11]。10月18日にロサンゼルス郡地方検事局が、証拠不十分としてリデルと妻どちらも不起訴とした[12][13]。
- MLBで最多勝を獲得した経験を持ち、福岡ソフトバンクホークスに在籍したこともある元プロ野球選手のブラッド・ペニーと仲が良い。2人でスティール・パンサーのライブに飛び入り参加して肩を組んで歌っている写真がゴシップ紙に掲載されたり、リデルがテレビ出演した際にペニーがプライベートでスタジオ観覧に訪れている。

## 戦績
| 総合格闘技 戦績 | 総合格闘技 戦績 | 総合格闘技 戦績 | 総合格闘技 戦績 | 総合格闘技 戦績 | 総合格闘技 戦績 | 総合格闘技 戦績 |
| --------------- | --------------- | --------------- | --------------- | --------------- | --------------- | --------------- |
| 30 試合         | (T)KO           | 一本            | 判定            | その他          | 引き分け        | 無効試合        |
| 21 勝           | 13              | 1               | 7               | 0               | 0               | 0               |
| 9 敗            | 7               | 1               | 1               |                 | 0               | 0               |

| 勝敗 | 対戦相手                             | 試合結果                            | 大会名                                                                | 開催年月日     |
| ×    | ティト・オーティズ                   | 1R 4:24 KO（右ストレート→パウンド） | ゴールデンボーイ・プロモーションズ: Liddell vs. Ortiz 3               | 2018年11月24日 |
| ×    | リッチ・フランクリン                 | 1R 4:58 KO（右フック）              | UFC 115: Liddell vs. Franklin                                         | 2010年6月12日  |
| ×    | マウリシオ・ショーグン               | 1R 4:28 TKO（左フック→パウンド）    | UFC 97: Redemption                                                    | 2009年4月18日  |
| ×    | ラシャド・エヴァンス                 | 2R 1:51 KO（右フック）              | UFC 88: Breakthrough                                                  | 2008年9月6日   |
| ○    | ヴァンダレイ・シウバ                 | 5分3R終了 判定3-0                   | UFC 79: Nemesis                                                       | 2007年12月29日 |
| ×    | キース・ジャーディン                 | 5分3R終了 判定1-2                   | UFC 76: Knockout                                                      | 2007年9月22日  |
| ×    | クイントン・"ランペイジ"・ジャクソン | 1R 1:53 TKO（右フック→パウンド）    | UFC 71: Liddell vs. Jackson 【UFC世界ライトヘビー級タイトルマッチ】   | 2007年5月26日  |
| ○    | ティト・オーティズ                   | 3R 3:59 TKO（パウンド）             | UFC 66: Liddell vs. Ortiz 2 【UFC世界ライトヘビー級タイトルマッチ】   | 2006年12月30日 |
| ○    | レナート・ババル                     | 1R 1:35 TKO（パウンド）             | UFC 62: Liddell vs. Sobral 【UFC世界ライトヘビー級タイトルマッチ】    | 2006年8月26日  |
| ○    | ランディ・クートゥア                 | 2R 1:28 KO（右フック）              | UFC 57: Liddell vs. Couture 3 【UFC世界ライトヘビー級タイトルマッチ】 | 2006年2月4日   |
| ○    | ジェレミー・ホーン                   | 4R 2:46 TKO（棄権）                 | UFC 54: Boiling Point 【UFC世界ライトヘビー級タイトルマッチ】         | 2005年8月20日  |
| ○    | ランディ・クートゥア                 | 1R 2:06 KO（右ストレート→パウンド） | UFC 52: Couture vs. Liddell 2 【UFC世界ライトヘビー級タイトルマッチ】 | 2005年4月16日  |
| ○    | ヴァーノン・"タイガー"・ホワイト     | 1R 4:05 KO（右ストレート）          | UFC 49: Undisputed                                                    | 2004年8月21日  |
| ○    | ティト・オーティズ                   | 2R 0:38 KO（スタンドパンチ連打）    | UFC 47: It's On                                                       | 2004年4月2日   |
| ×    | クイントン・"ランペイジ"・ジャクソン | 2R 3:10 TKO（タオル投入）           | PRIDE GRANDPRIX 2003 決勝戦 【ミドル級グランプリ 準決勝】             | 2003年11月9日  |
| ○    | アリスター・オーフレイム             | 1R 3:09 KO（スタンドパンチ連打）    | PRIDE GRANDPRIX 2003 開幕戦 【ミドル級グランプリ 1回戦】              | 2003年8月10日  |
| ×    | ランディ・クートゥア                 | 3R 2:40 TKO（マウントパンチ）       | UFC 43: Meltdown 【UFC世界ライトヘビー級暫定王座決定戦】              | 2003年6月6日   |
| ○    | レナート・ババル                     | 1R 2:59 KO（左ハイキック）          | UFC 40: Vendetta                                                      | 2002年11月22日 |
| ○    | ビクトー・ベウフォート               | 5分3R終了 判定3-0                   | UFC 37.5: As Real As It Gets                                          | 2002年6月22日  |
| ○    | アマール・スロエフ                   | 5分3R終了 判定3-0                   | UFC 35: Throwdown                                                     | 2002年1月11日  |
| ○    | ムリーロ・ブスタマンチ               | 5分3R終了 判定3-0                   | UFC 33: Victory in Vegas                                              | 2001年9月28日  |
| ○    | ガイ・メッツァー                     | 2R 0:21 KO（右フック）              | PRIDE.14                                                              | 2001年5月27日  |
| ○    | ケビン・ランデルマン                 | 1R 1:18 KO（スタンドパンチ連打）    | UFC 31: Locked and Loaded                                             | 2001年5月4日   |
| ○    | ジェフ・モンソン                     | 5分3R終了 判定3-0                   | UFC 29: Defense of the Belts                                          | 2000年12月16日 |
| ○    | スティーブ・ヒース                   | 2R 5:39 KO（ハイキック）            | IFC Warriors Challenge 9 【IFC世界ライトヘビー級王座決定戦】          | 2000年7月18日  |
| ○    | ポール・ジョーンズ                   | 1R 3:53 TKO（パンチ連打）           | UFC 22: There Can Be Only One Champion                                | 1999年9月24日  |
| ○    | ケネス・ウィリアムズ                 | 1R 3:35 チョークスリーパー          | Neutral Grounds 11                                                    | 1999年3月31日  |
| ×    | ジェレミー・ホーン                   | 1R 12:00 肩固め                     | UFC 19: Ultimate Young Guns                                           | 1999年3月5日   |
| ○    | ペレ                                 | 30分1R終了 判定3-0                  | IVC 6: The Challenge                                                  | 1998年8月23日  |
| ○    | ノエ・ヘルナンデス                   | 12分1R終了 判定3-0                  | UFC 17: Redemption 【ミドル級トーナメント リザーブマッチ】            | 1998年5月15日  |

## 獲得タイトル
- 初代IFC世界ライトヘビー級王座（2000年）
- 第6代UFC世界ライトヘビー級王座（2005年）

## 表彰
- UFC ファイト・オブ・ザ・ナイト（2回）
- UFC ノックアウト・オブ・ザ・ナイト（2回）
- UFC殿堂入り（2009年）

- World MMA Awards ファイト・オブ・ザ・イヤー（2008年/ヴァンダレイ・シウバ戦）
- SHERDOG ファイター・オブ・ザ・イヤー（2006年）

## ペイ・パー・ビュー販売件数
| 開催年月日     | イベント                                                           | 販売件数  | 備考                 |
| -------------- | ------------------------------------------------------------------ | --------- | -------------------- |
| 2010年6月12日  | UFC 115: チャック・リデル vs. リッチ・フランクリン                 | 52万件    |                      |
| 2008年9月6日   | UFC 88: チャック・リデル vs. ラシャド・エヴァンス                  | 48万件    |                      |
| 2007年12月29日 | UFC 79: ジョルジュ・サンピエール vs. マット・ヒューズ3             | 75万件    | セミファイナルに出場 |
| 2007年9月22日  | UFC 76: チャック・リデル vs. キース・ジャーディン                  | 47万5千件 |                      |
| 2007年5月26日  | UFC 71: チャック・リデル vs. クイントン・"ランペイジ"・ジャクソン2 | 67万5千件 |                      |
| 2006年12月30日 | UFC 66: チャック・リデル vs. ティト・オーティズ2                   | 105万件   |                      |
| 2006年8月26日  | UFC 62: チャック・リデル vs. レナート・ババル                      | 50万件    |                      |
| 2006年2月4日   | UFC 57: チャック・リデル vs. ランディ・クートゥア3                 | 40万件    |                      |
| 2005年8月20日  | UFC 54: チャック・リデル vs. ジェレミー・ホーン                    | 15万件    |                      |
| 2005年4月16日  | UFC 52: ランディ・クートゥア vs. チャック・リデル2                 | 28万件    |                      |
| 2004年4月2日   | UFC 47: チャック・リデル vs. ティト・オーティズ1                   | 10万5千件 |                      |
| 2003年6月6日   | UFC 43: ランディ・クートゥア vs. チャック・リデル1                 | 4万9千件  |                      |

## 出演

### 映画
- 郵便配達は二度ベルを鳴らす（1981年）
- ビー・バッド・ボーイズ（2001年）
- ブラック・ダイヤモンド（2003年）
- ボビーZ（2007年）- マッドドッグ役
- Mr.ボディガード／学園生活は命がけ！（2008年）
- パッション・プレイ（2010年）
- キック・アス/ジャスティス・フォーエバー（2013年）
- 暴動/バトル・プリズン（2015年）

### テレビ
- アントラージュ★オレたちのハリウッド（2007年）- 本人役
- パンクト（2007年）
- ダンシング・ウィズ・ザ・スターズ シーズン9（2009年）
- クリミナル・マインド FBI行動分析課 （2011年）- マルティネス役
- ブルマン大学 〜俺たち、もっこりフットボーラー〜（2011年）- 本人役
- Hawaii Five-0（2011年）- 本人役
- BONES（2013年）- 本人役
- ワーカホリックス（2017年）
- セレブリティー・ビッグ・ブラザー シーズン1（2018年）
- エリック・アンドレ・ショー（2023年）

### アニメ
- ザ・シンプソンズ（2009年）- 本人役

### CM
- ミラーライト
- AutoZone